# Михайло I Асен
Михайло I Асен (болг. Михаил II Асен; ?-1256) — болгарський цар у 1246–1256 роках. Син Івана Асена II від його третього шлюбу. Часто іменується як Михайло Асен (без зазначення номера). У болгарській історіографії іменується як Михайло II Асен.
По смерті брата, Коломана I Асена, бувши ще дитиною вступив на болгарський престол. Таким чином у Болгарії вдруге поспіль на престол зійшла дитина. За його правління Болгарія зазнала значних територіальних втрат від своїх сусідів: Угорщини, Нікейської імперії, Епірського деспотату.
Незадовго до завершення свого царювання Михайло Асен одружився з Єлизаветою, дочкою Ростислава Михайловича, бана Мачви. Після цього Ростислав набув значного впливу при дворі. Ймовірно, саме це призвело до конфронтації Михайла Асена з боярами, що призвело до його вбивства та узурпації влади його двоюрідним братом, Коломаном II Асеном.